# Waleed Al-Yamahi
Waleed Al-Yamahi (Arabic:وليد اليماحي) (sinh ngày 19 tháng 11 năm 1990) là một cầu thủ bóng đá Các Tiểu vương quốc Ả Rập Thống nhất. Hiện tại anh thi đấu cho Ajman Club.